# Věžičky (desková hra)

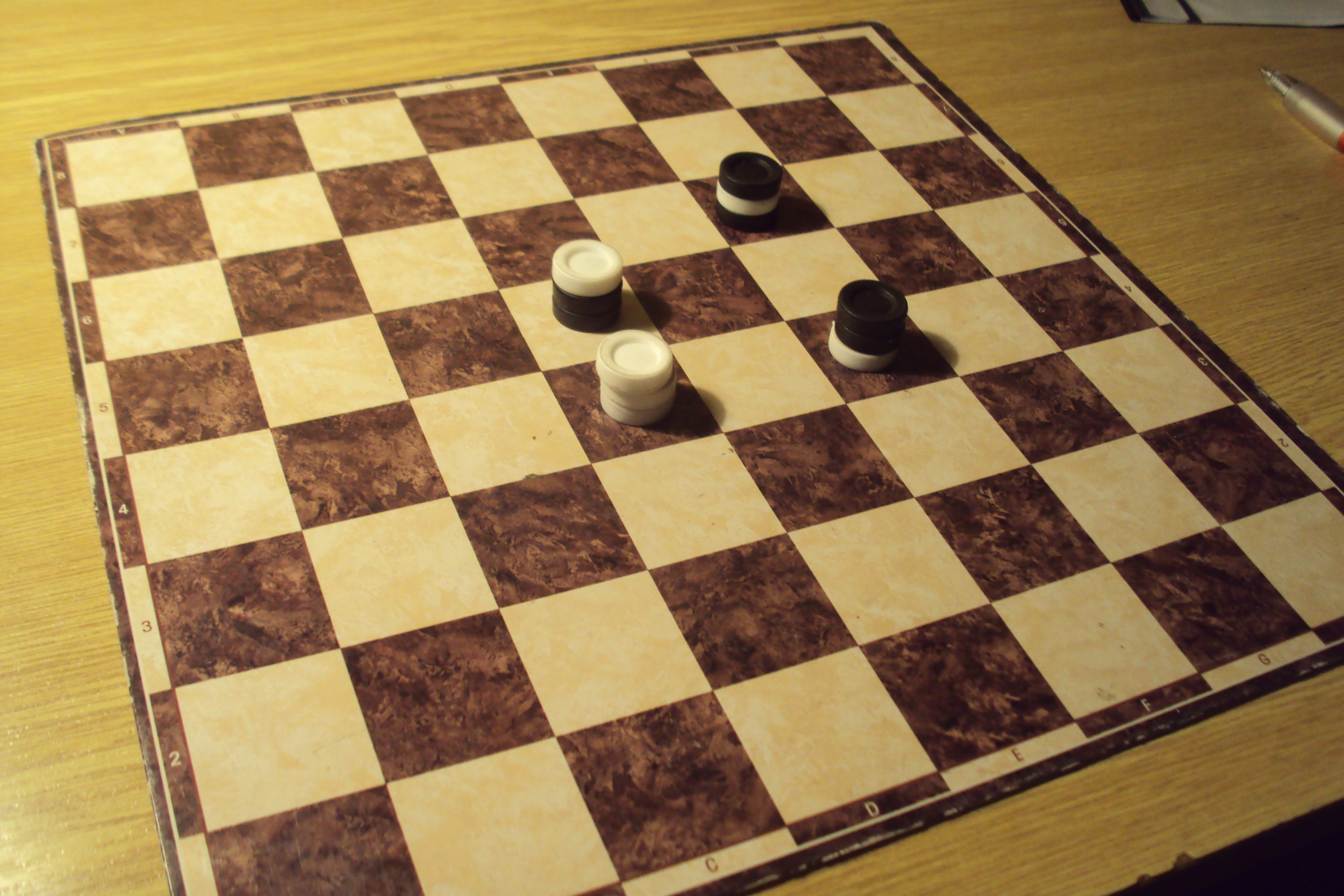
Konec hry, bílý má věžičku, vyhrál

Věžičky (hra) je jednoduchá stolní strategická desková hra pro dva hráče. Připomíná jak hru Mlýn, tak hru Piškvorky. 

## Pomůcky
Hraje se obvykle na šachovnici a ke hraní jsou vhodné kameny z hry Dáma. Je potřeba šesti bílých kamenů a stejně tolik kamenů černých.

## Úkol hráčů
Vybudovat věžičku v jedné barvě ze tří na sobě položených kamenů dřív, než se to podaří soupeři.

## Popis průběhu hry
Na prázdnou šachovnici hráči kladou na kterékoliv pole střídavě své kameny. Začíná bílý, další tah má černý, stále se střídají po jednom kameni. Lze kámen položit na soupeřův, není však dovoleno sestavit věžičku z více, než tří kamenů na sobě. Toto blokování soupeřových kamenů je základní strategií hráčů. Po položení všech šesti kamenů, které má hráč k dispozici začíná druhá fáze hry, jejich překládání. Nelze vyjmout kámen ze spodu či prostředního patra kombinované věžičky, vždy jen horní či samostatně ležící. Hráč, který sestaví svou věžičku ze tří kamenů pouze jedné barvy první, vyhrává. 